# NGC 5145
NGC 5145 ist eine 12,6 mag helle spiralförmige Starburstgalaxie mit ausgedehnten Sternentstehungsgebieten vom Hubble-Typ Sb im Sternbild Jagdhunde am Nordsternhimmel. Sie ist schätzungsweise 58 Millionen Lichtjahre von der Milchstraße entfernt und hat einen Durchmesser von etwa 35.000 Lj.

Im selben Himmelsareal befindet sich u. a. die Galaxie NGC 5123.
Das Objekt wurde am 9. April 1787 von Wilhelm Herschel  mit einem 18,7-Zoll-Spiegelteleskop entdeckt, der sie dabei mit „pB, vS, lE, bM“ beschrieb.